# カッタンクディの虐殺
カッタンクディの虐殺（カッタンクディのぎゃくさつ、Kattankudy Mosque Massacre）は、1990年8月3日に、スリランカ東部のカッタンクディで、147人のイスラム教徒の男性、男児が殺害された事件。
カッタンクディの4か所のモスクで、合わせて300人以上の信者たちが集まってイーシャの礼拝しているところを、30人ほどの武装したタミル人戦闘員たちが襲撃した。
スリランカ政府は、この犯行はタミル・イーラム解放のトラ (LTTE) の仕業だとしている。襲撃がLTTEによるものであったという説は広く受け入れられているが、当のLTTEは一貫して関与を否定し続けた。

## 背景
タミル・イーラム解放のトラは、戦闘的な反政府組織であり、1975年以来、スリランカの北部から東部にかけて独立国タミル・イーラムの建国を目指してスリランカ内戦を展開していた。
1989年に始まった和平交渉が決裂し、13か月にわたった停戦が終わった。6月11日、LTTEは、警察署をはじめ多数の政府関係施設を襲撃した。
6月26日、LTTEの戦闘員たちは、カッタンクディで93店舗を略奪し、そのうち3店舗に火を放った。
7月24日、バッティカロア県で、武装した襲撃者たちによってモスクが襲われ、4人のイスラム教徒たちが殺害された。7月29日、バッティカロアの町から40km（25マイル）東方のサマンスライで礼拝中の10人が殺害された。スリランカ軍の高官は、犯行をLTTEの仕業だと主張した。軍はまた、イスラム教徒たちが政府を支持すると考えたLTTEが、イスラム教徒たちの村を襲い、店舗や家屋を焼いているとも主張した。

## 事件
8月3日、30人ほどの重武装したタミル人戦闘員たちが、市街地の西側に広がるバッティカロア・ラグーンを渡って、カッタンクディの町に侵入した。LTTEの徴税人ランジト・アパー (Ranjith Appah) は、ジンナー・ハディジャー (Jinnah Hadjiaar) の家に向かい、そこで LTTE の一人が、当主の義理の息子を射殺した。午後8時10分頃、戦闘員たちは、金曜日の夜のイシャーのために数百人が集まっていた4か所のモスク (Meer Jumma Masjid, Hussainiya, Masjid-Jul-Noor, Fowzie) に入り込んだ。侵入者たちは、怪しまれないよう、イスラム教徒に変装していた。
武装していない信徒たちが礼拝のために跪いたとき、一斉に攻撃が始まり、礼拝者たち目がけて自動小銃が乱射され、手榴弾が投げられた。犠牲者たちの多くは、背後ないし側面から撃たれた。殺戮の発生に気づいて駆けつけたスリランカ軍兵士たちが現場に到着すると、反乱者たちは逃亡した。軍の町への到着は遅れたが、これは地雷が仕掛けられていた懸念があったため、と説明された。このため、カッタンクディの住民の一部は、軍がこの虐殺に何らかの形で関与していたのではないかと疑うようになった。
事件発生当初の報道では、犠牲者数はおよそ100人とされたが、病院に搬送された負傷者の中にも救命されなかった者たちがおり最終的な犠牲者数は147人以上になった。

## 目撃者の証言
事件から数日間、国際的な報道機関の報道には、生き延びた目撃者たちの証言が取り上げられた。『ニューヨーク・タイムズ』紙のインタビューに応じた40歳のビジネスマン、モハメド・イブラヒーム (Mohammed Ibrahim) は、次のように述べた。
跪いて、祈りを捧げていたとき、反乱者たちが乱射を始めました。射撃は15分は続きました。私は銃弾を受けず逃げ果せましたが、気づくと周りは死体だらけになっていました。
"I was kneeling down and praying when the rebels started shooting. The firing went on for 15 minutes. I escaped without being hit and found myself among bodies all over the place."
17歳の学生モハメド・アリフも生き延び、『ニューヨーク・タイムズ』紙に次のように述べた。
横の扉から脱出して壁を登って逃げたけど、その前に、「トラ」のひとりがイスラム教徒の男の子の口に銃口を当て
、引き金を引くところを見たんです。
"Before I escaped from a side door and scaled a wall, I saw a Tiger rebel put a gun into the mouth of a small Muslim boy and pull the trigger."

## 事件後
当時のスリランカの大統領ラナシンハ・プレマダーサは、スリランカ空軍に命じて、負傷者の病院への搬送のためにヘリコプターを派遣した。負傷者の病院への搬送は、夜を徹して翌朝まで続けられた。虐殺の直後、政府軍は殺害者たちを捉えるための作戦行動をこの地域で起こした。この捜索に加わっていたヘリコプターの1機は、カッタンクディ沖の海でLTTEの反乱者たちが乗った船2隻を射撃して沈めたとされている。彼らは虐殺事件に関わった後、インドへ逃亡しようとしたものだと考えられている。しかし、反乱者側の死者の数は確認されていない。
この事件は、非武装の民間人が殺戮された事案としては、6月11日の紛争の再開以降で最悪のものとなった。事件の犠牲者は、全員がメーラ・ジュマ・モスク (Meera Jumma Mosque) の墓地に埋葬されることとなり、長い共用の溝が掘られ、棺が列をなすように並べられた。
LTTE は、この一件への関与を否定し、イスラム諸国から武器支援を受けるために政府側が仕組んだものだと主張した。